# Ещё раз о профсоюзах, о текущем моменте и об ошибках тт. Троцкого и Бухарина
Ещё раз о профсоюзах, о текущем моменте и об ошибках тт. Троцкого и Бухарина — работа В. И. Ленина. Написана 25 января 1921 года по поводу дискуссии о профсоюзах. Содержит критику взглядов Л. Д. Троцкого и Н. И. Бухарина по вопросу о роли профсоюзов. Троцкий требовал передачи профсоюзам функции управления государством. Бухарин предлагал профсоюзам выдвигать кандидатов в аппарат управления хозяйством. В. И. Ленин отмечает опасность фракционных выступлений и раскола в профсоюзном движении. Взгляды Троцкого и Бухарина раскритикованы как:

1) забвение марксизма, выразившееся в теоретически неверном, эклетическом определении отношения политики к экономике; 2) защиту или прикрытие той политической ошибки, которая выражена в политике перетряхивания, которая проникает собой насквозь всю борошюру-платформу Троцкого. А эта ошибка, если её не сознать и не исправить, ведёт к падению диктатуры пролетариата; 3) шаг назад в области вопросов чисто производственных, хозяйственных, вопросов о том, как увеличить производство.
 В статье высказана точка зрения, что

профсоюзы суть школа, школа объединения, школа солидарности, школа защиты своих интересов, школа хозяйничанья, школа управления.
Один из фрагментов данной большой статьи имел самостоятельное хождение под названием «Диалектика стакана»; в статье приводятся четыре ленинских правила диалектической логики.